# Kardeván Endre
Kardeván Endre (Budapest, 1951) állatorvos, a Vidékfejlesztési Minisztérium államtitkára.

## Végzettség
1976-ban az Állatorvos-tudományi Egyetemen szerezte állatorvosi diplomáját, majd 2001-ben a Szent István Egyetem Állatorvos-tudományi Karán igazgatási és járványügyi szak-állatorvosi diplomát szerzett.

## Munkahely
1976-tól 1994-ig az „Új Élet” Mezőgazdasági Termelőszövetkezet, majd utóda a „Válickavölgye” Mezőgazdasági Termelőszövetkezet üzemi állatorvosaként dolgozott. Ezután a Zala Megyei Állategészségügyi és Élelmiszer Ellenőrző Állomáson hatósági állatorvos, majd szakállatorvos, igazgatóhelyettes és fő-állatorvos pozíciót töltött be.

## Családi állapota
Nős, két gyermek édesapja.